# Народоосвободителен партизански отряд „Славей“
Вижте пояснителната страница за други значения на Славей.
Народоосвободителен партизански отряд „Славей“ е комунистическа партизанска единица във Вардарска Македония, участвала в така наречената Народоосвободителна войска на Македония.
Създаден е в планината Славей, Караорман на 30 юни 1943. Отрядът прераства в батальон в края на септември, когато съставът му се увеличава на 120 души. След капитулацията на Италия до декември 1943 година успява да спре комуникацията между Охрид и Струга, както и да затвори Ботунския Теснец. На 14 октомври разбива балисти край село Ботун. След повторното окупиране на Дебър част от бойците минават в нелегалност, а други се включват в рамките на първа македонско-косовска ударна бригада.